# Martinjak
Martinjak este o localitate din comuna Cerknica, Slovenia, cu o populație de 291 de locuitori.